# Revigny-sur-Ornain
Revigny-sur-Ornain je francouzská obec v departementu Meuse v regionu Grand Est. Žije zde přibližně 2 600 obyvatel. Je centrem kantonu Revigny-sur-Ornain.

## Geografie
Obec leží u hranic departementu Meuse s departementem Marne.

### Sousední obce
| Růžice kompasu | Nettancourt Vroil (Marne) | Brabant-le-Roi     | Laimont             | Růžice kompasu |
| Růžice kompasu | Rancourt-sur-Ornain       | Sever              | Neuville-sur-Ornain | Růžice kompasu |
| Růžice kompasu | Rancourt-sur-Ornain       | Revigny-sur-Ornain | Neuville-sur-Ornain | Růžice kompasu |
| Růžice kompasu | Rancourt-sur-Ornain       | Jih                | Neuville-sur-Ornain | Růžice kompasu |
| Růžice kompasu |                           | Contrisson         | Vassincourt         | Růžice kompasu |